# Washingtonian
Washingtonian est un mensuel américain distribué dans la région métropolitaine de Washington. Le premier numéro du magazine est publié en octobre 1965. Magazine régional, il connaît un important succès en abonnement et dans les kiosques.